# Fraxinus nigra
Fraxinus nigra är en syrenväxtart som beskrevs av Humphry Marshall. Fraxinus nigra ingår i släktet askar, och familjen syrenväxter. Inga underarter finns listade i Catalogue of Life. Det svenska trivialnamnet svartask eller svart ask använts för arten.
Svartask är ett lövfällande träd som kan bli 25 meter högt. Fortplantningsorgan av honkön respektive hankön är fördelade på olika exemplar och därför behövs honplantor och hanplantor i samma område för att frön ska bildas. Pollineringen sker genom vinden. Arten kan klara stormvindar men den är känslig för havsvind. Fraxinus nigra bildar sent under våren blad. Det beror antagligen på artens känslighet för frost. Ifall bladen drabbas av frost blir de svarta. Tidig under hösten får svartask gula blad.
Arten förekommer i provinsen Ontario i sydöstra Kanada samt i nordöstra USA. Fraxinus nigra når i väst östra North Dakota, i syd centrala Indiana, centrala Ohio och norra Virginia samt i öst Atlanten. Några trädgrupper med arten kan hittas i angränsande delar av USA och Kanada. I sumpmarker bildas ofta trädgrupper eller skogar där nästan inga andra träd ingår. Arten kan även vara ett dominerande träd i skogar där Ulmus americana och Acer rubrum är de andra dominerade träden. Ofta hittas barrträdet tuja i samma skogar. Andra träd som kan ingå i skogarna är balsamgran, svartgran, hemlock, gulbjörk och kanadalärk.
Trädets frön äts av olika små fåglar och däggdjur. Amerikansk älg och andra hjortdjur har trädets kvistar och blad som föda. Svartaskens trä används bland annat för möbler och som panel och mjukare delar av Fraxinus nigra för korgflätning.
Liksom andra askar i östra Nordamerika drabbas arten hård av den introducerade smaragdpraktbaggen (Agrilus planipennis). Antagligen kom skadedjuret fram under 1990-talet med fartyg från Asien. Insektens larver äter trädets floem vad som medför växtens död efter några år. Trädet blir så inte tillräckligt gammalt för att producera frön. I några regioner försvann nästan hela beståndet av svartask. IUCN befarar att hela beståndet minskar med 80 procent under de kommande 100 åren (tre generationer räknad från 2017) och listar Fraxinus nigra som akut hotad (CR).

## Bildgalleri

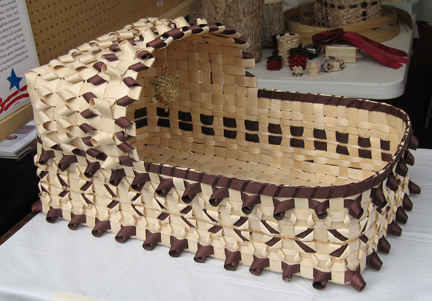